# Jacques-Louis Descemet
Jacques-Louis Descemet, né à Paris en 1761, mort à Odessa en 1839, est un pépiniériste rosiériste français, considéré comme le premier obtenteur de roses en France.

## Biographie
Il est né dans une famille de pépiniéristes parisiens, chargés de père en fils de l'entretien du « jardin des Apothicaires », rue de l'Arbalète, dans le faubourg Saint-Marcel à Paris depuis le XVIe siècle. Jacques-Louis Descemet hérita cette charge de son père Jacques qui fut le premier à publier un catalogue de vingt rosiers d'ornement en 1773 pour sa clientèle de riches aristocrates.
Jacques-Louis Descemet, devenu « jardinier-fleuriste » de Monsieur, Frère du roi, montre un intérêt croissant pour les roses. Selon un inventaire dressé à la mort de sa mère en 1785, les rosiers représentaient quarante rubriques (sur un total d'environ trois cent cinquante) pour six mille plants, dont deux tiers de rosiers cent-feuilles très en vogue à l'époque. Jacques-Louis devint également un spécialiste de l'acclimatation des arbres d'Amérique du Nord très recherchés à l'époque par ses riches clients parmi lesquels Talleyrand qui sera le parrain de l'un de ses enfants.
Il devient franc-maçon, membre de la célèbre loge des neuf sœurs qui rassemblait artistes et gens de talent, et physiocrate.   
À la Révolution, il perd la majorité de ses clients et vend ses pépinières pour se réinstaller en 1792 à Saint-Denis. Le 1er avril 1793, il démissionne de ses fonctions au jardin des Apothicaires. À Saint-Denis, il devient obtenteur de roses vers 1804, au moment où l'impératrice Joséphine commençait sa collection de rosiers. On connaît ses obtentions grâce à Vibert qui les a consciencieusement annotées dans son propre catalogue de 1819. On en recense 176 mais il y en eut probablement davantage. Devenu notable, il entre au conseil municipal en 1809 puis est nommé maire de Saint-Denis de 1812 à 1814.
À la chute de l'Empire, Saint-Denis est assiégée par les Russes puis occupée par les Anglais. Les pépinières de Descemet sont saccagées par les Anglais. Il connaît la faillite, et ne recevant aucun secours de l'État doit disperser sa collection de roses. Une partie de ses rosiers est acquise par Jean-Pierre Vibert qui la transfère à Chennevières-sur-Marne en août 1815.
Après sa faillite, il s'exile en Russie et s'installe en 1818 à Odessa (en Nouvelle-Russie, intégrée plus tard dans le gouvernement de Chersonèse-en-Tauride). Avec l'appui du gouvernement russe, il obtient la charge de professeur et de responsable du jardin botanique, qui est en fait à créer. Il introduit en Nouvelle-Russie de nombreuses espèces exotiques, d'arbres notamment, mais il ne semble pas y avoir créé de nouvelles variétés de rosiers. Il dirige le jardin botanique jusqu'en 1833 et meurt à Odessa en 1839. Il est enterré au cimetière ancien d'Odessa.

## Quelques obtentions
- Rose 'Chloris' (groupe alba, avant 1815)
- Rose 'Impératrice Joséphine' (rose gallique, avant 1815)
- Rose 'Manteau Pourpre' (rose gallique, 1810)